# ARM Cortex-A710
L'ARM Cortex-A710 és el successor de l'ARM Cortex-A78, sent la CPU Cortex "gran" Armv9 de primera generació. És el company del nucli d'eficiència ARM Cortex-A510 "PETIT". Va ser dissenyat pel centre d'Austin d'ARM Ltd. És la quarta i darrera iteració de la família principal d'Arm Austin. Forma part d'Arm's Total Compute Solutions 2021 (TCS21) juntament amb Arm's Cortex-X2, Cortex-A510, Immortalis-G710 i CoreLink CI-700/NI-700.

## Canvis d'arquitectura en comparació ambARM Cortex-A78
El processador implementa els canvis següents:
- Canviar el nom/amplada d'enviament: 5 (disminuït de 6).
- Conducte de 10 cicles (disminuït d'11).
- L'únic ARMv9 compatible amb EL0 AArch32.

- Canviar el nom/amplada d'enviament: 5 (disminuït de 6).
- Conducte de 10 cicles (disminuït d'11).
- L'únic ARMv9 compatible amb EL0 AArch32.

Millores:
- Un 30% més eficient d'energia que Cortex-A78.
- 10% d'augment del rendiment en comparació amb Cortex-A78.
- 2x ML elevació.

## Ús
- MediaTek Dimensity 9000/9000+
- Qualcomm Snapdragon 7 Gen 1
- Qualcomm Snapdragon 7+ Gen 2
- Qualcomm Snapdragon 8/8+ Gen 1
- Samsung Exynos 2200